# Luigi Magliani
Luigi Magliani (Napoli, 2 gennaio 1914 – Metemma, 6 novembre 1940) è stato un militare italiano, insignito della medaglia d'oro al valor militare alla memoria nel corso della seconda guerra mondiale.

## Biografia
Nacque a Napoli il 2 gennaio 1914, figlio di Giovanni e Bianca Conti. Dopo aver conseguito il diploma presso il Liceo classico Umberto l di Napoli, si arruolò nel Regio Esercito iniziando a frequentare la Regia Accademia Militare di Fanteria e Cavalleria di Modena il 22 ottobre 1932, uscendone con il grado di sottotenente dell'arma di fanteria il 1º ottobre 1934. Frequentata la Scuola di applicazione d'arma a Parma venne assegnato in servizio al 213º Reggimento fanteria, passando, successivamente, al 61º Reggimento fanteria dove ottenne la promozione a tenente nell’ottobre 1936. Un anno dopo, nel settembre 1937, fu trasferito al 66º Reggimento fanteria motorizzato della Divisione fanteria "Valtellina". Nel luglio 1938, dietro sua domanda, passava a disposizione del Ministero dell'Africa Italiana perché destinato in servizio al Regio corpo truppe coloniali d'Eritrea. Sbarcato a Massaua il 15 luglio, ed assegnato al XXV Battaglione coloniale come aiutante maggiore, partecipava alle operazioni di grande polizia coloniale rimanendo ferito alla spalla destra, e venendo decorato con una medaglia di bronzo al valor militare. All'atto dell'entrata in guerra del Regno d'Italia, avvenuta il 10 giugno 1940, prestava servizio nel XXVII Battaglione coloniale. Cadde in combattimento a Metemma il 6 novembre 1940, e fu insignito della medaglia d'oro al valor militare alla memoria.

### Fonti
1. 1 2 3 4 5 6  Combattenti Liberazione.
2. 1 2 3  Gruppo Medaglie d'Oro al Valor Militare 1965, p. 446.
3. ↑   Magliani, Luigi Medaglia d'oro al valor militare, su quirinale.it, Quirinale. URL consultato l'11 luglio 2021.